# Renault 21
Renault 21 (укр. Рено 21) — легковий автомобіль французької компанії Renault. Став на виробничу лінію в березні 1986 року, під індексом 21 (заводський індекс кузова седан - L48, універсал - К48 і відповідно хетчбек - B48). Універсал, який з'явився через півроку під власним ім'ям Nevada, мав подовжений на 150 мм кузов.
У Європі Renault 21/Nevada виробляли до 1995 року, коли її витіснила модель Renault Laguna.

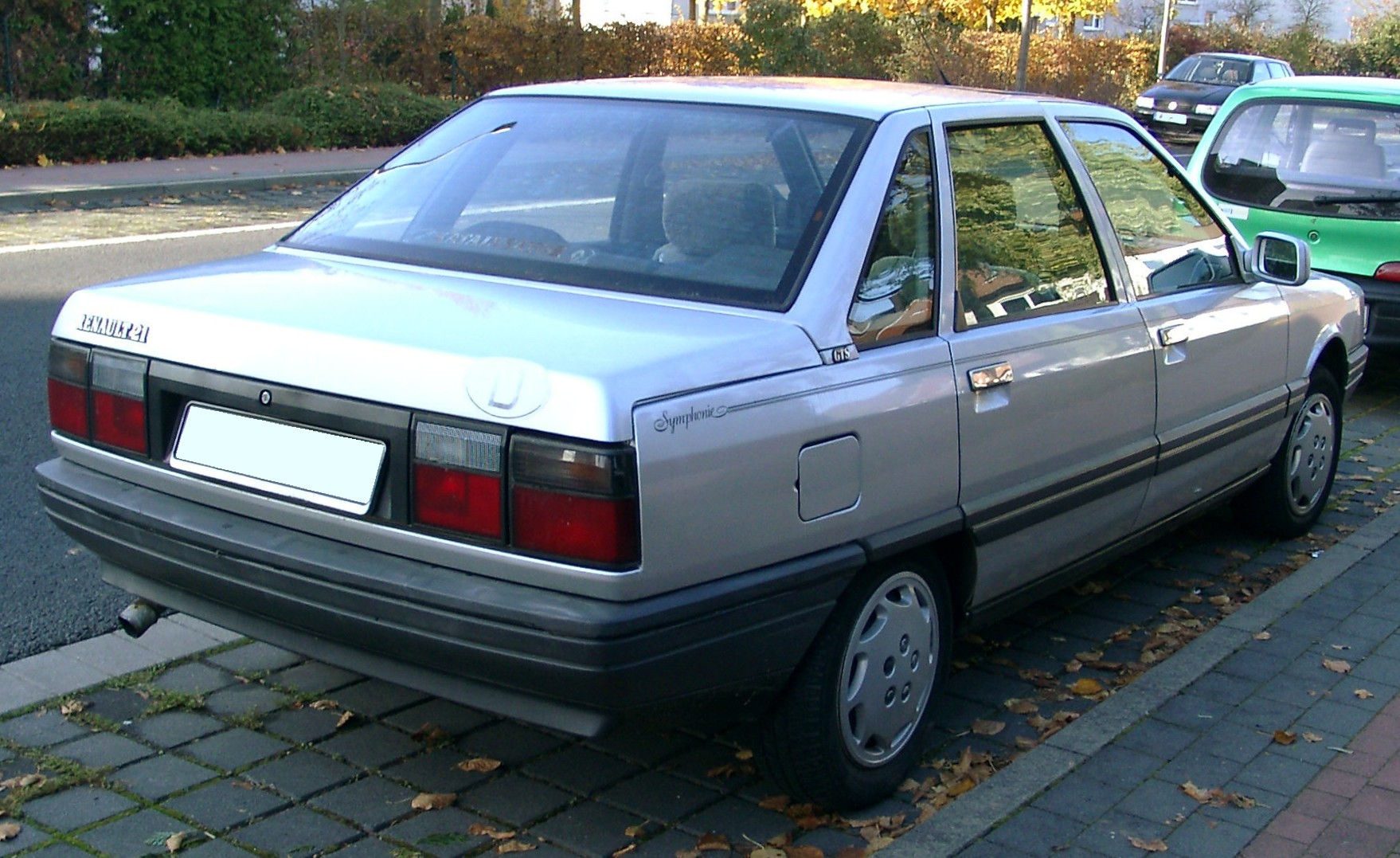
Renault 21 седан (1986-1989)
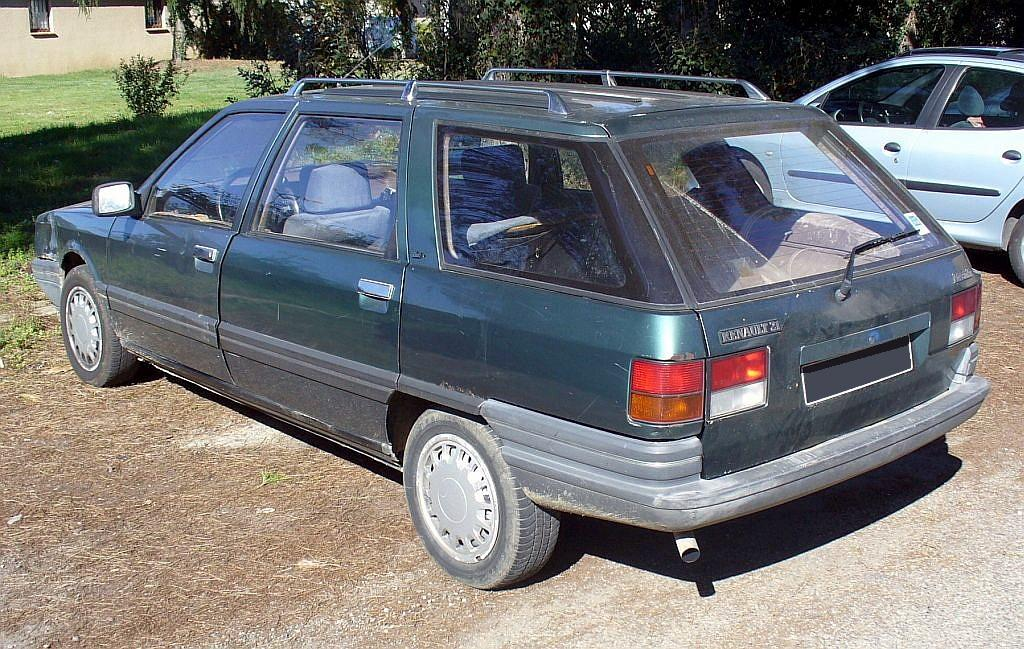
Renault 21 Nevada універсал (1986-1989)
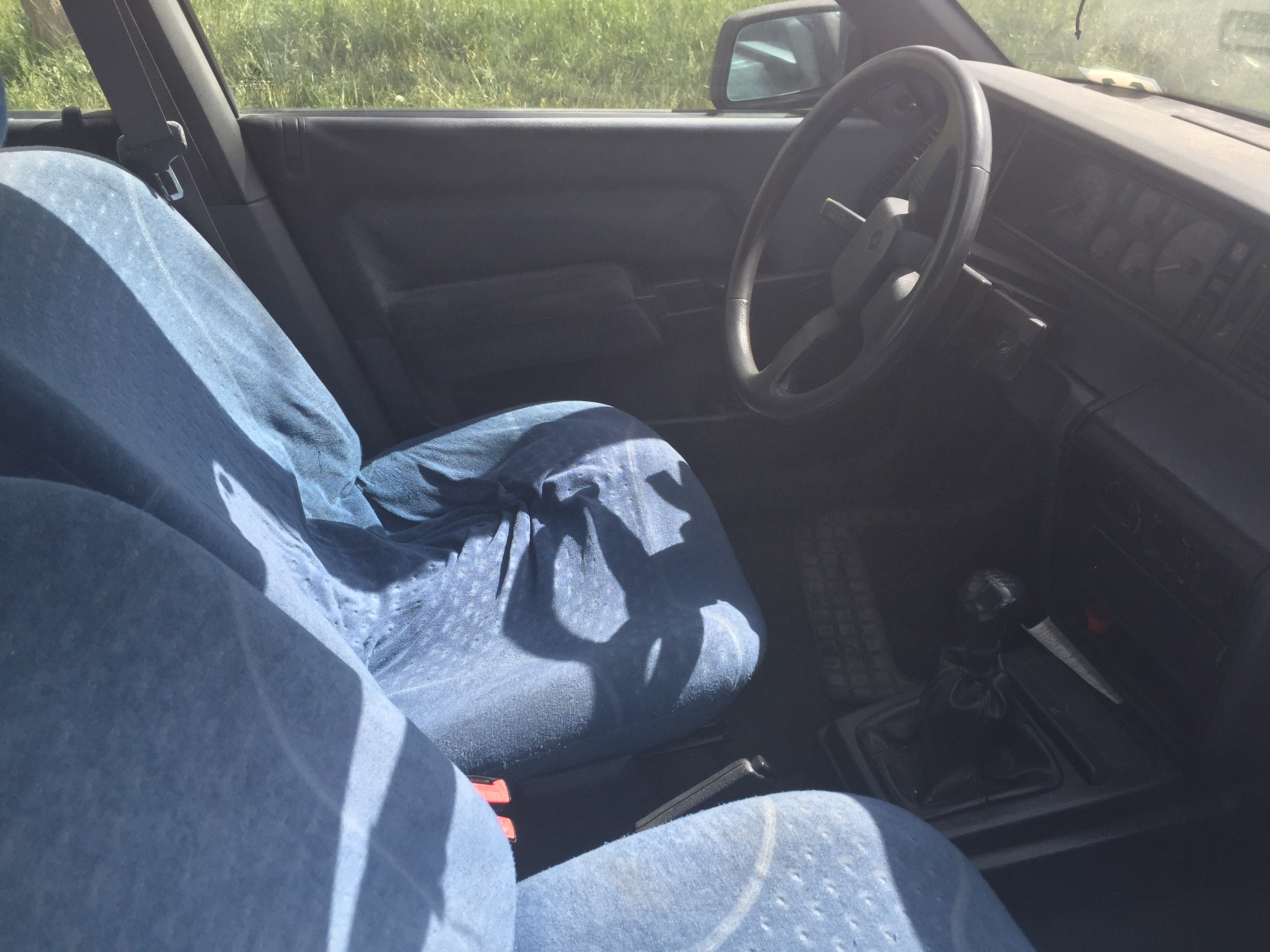

У вересні 1989 року Renault 21 модернізували, змінивши зовнішній вигляд і додали безліч нового устаткування, таке як система ABS і клімат-контроль.
Всього виготовили 2 096 000 автомобілів Renault 21.

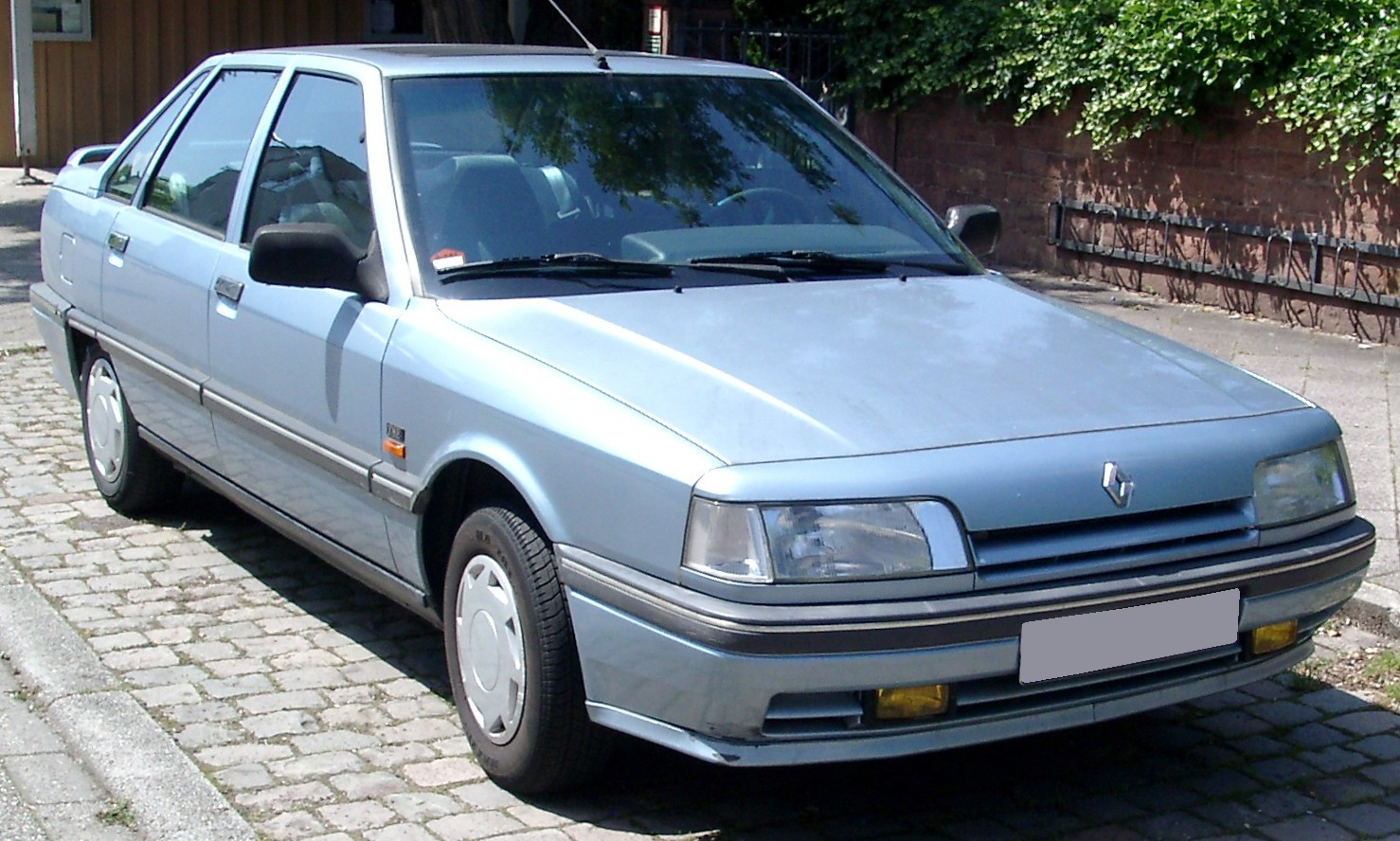
Renault 21 седан (1989-1994)
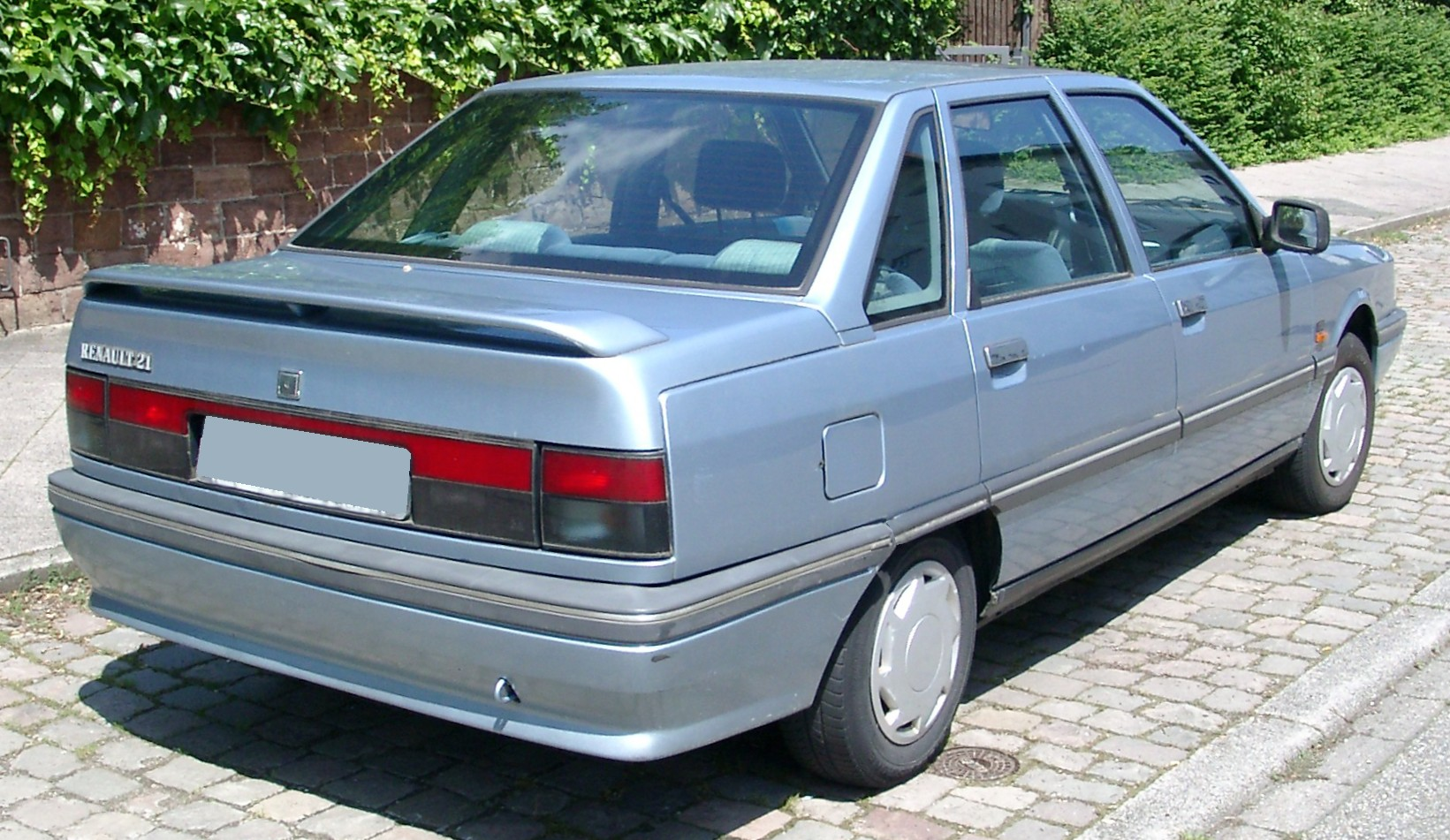
Renault 21 седан (1989-1994)
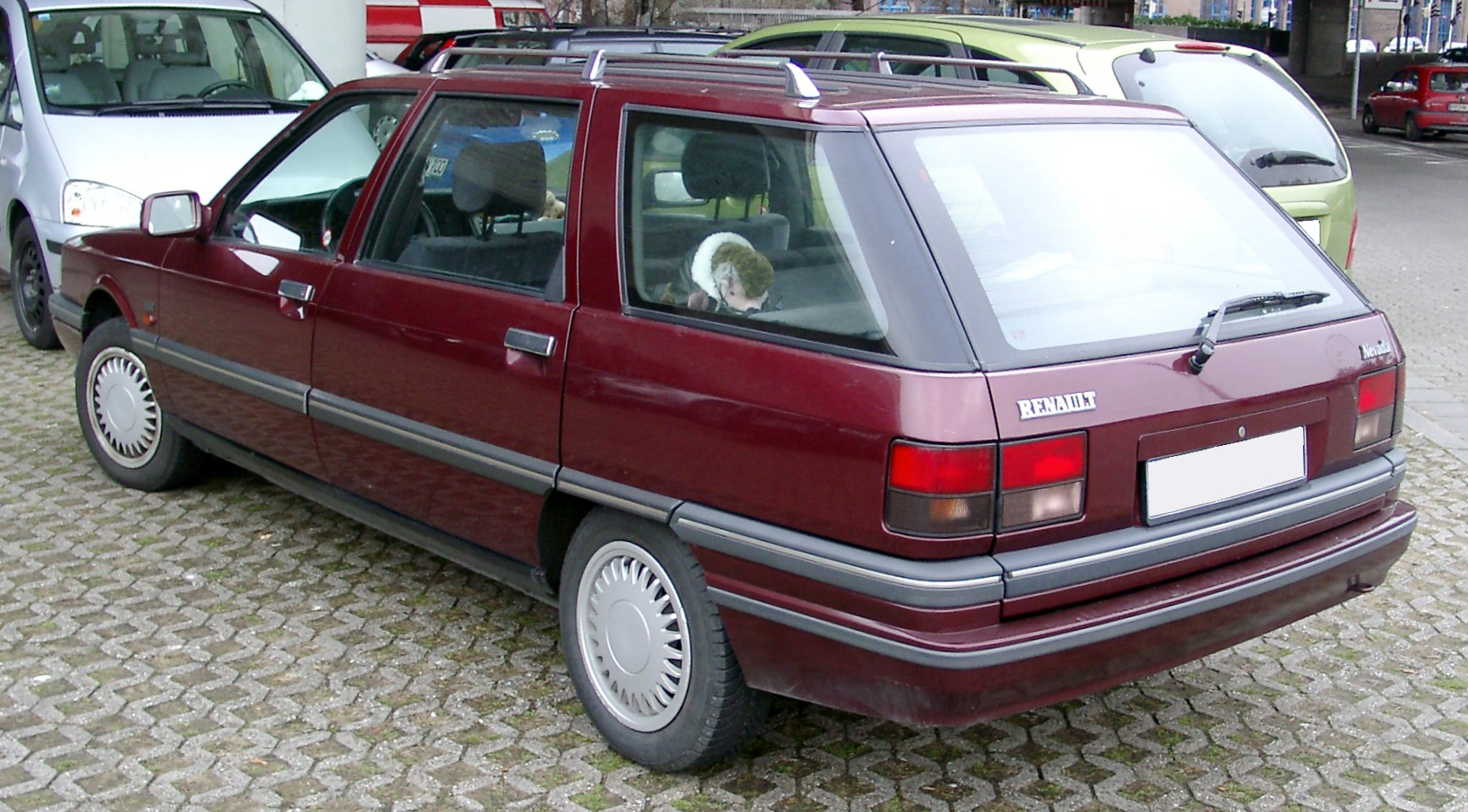
Renault 21 Nevada універсал (1989-1994)
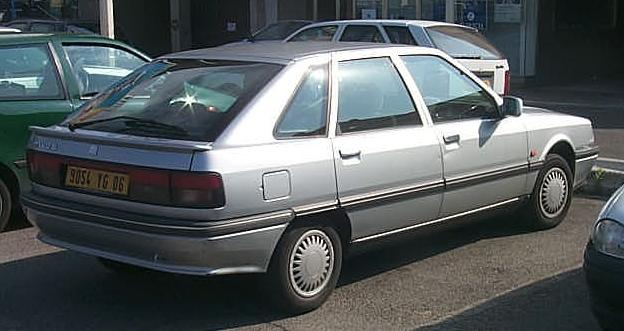
Renault 21 хетчбек (1989-1994)

## Гама двигунів
| Версія    | Робочий об'єм | Клапанний механізм | Максимальна потужність          | Макс. крут. момент  | Разгін 0-100 км/год / Макс. швидкість | Споживання палива (EU) | Трансмісія             |
| --------- | ------------- | ------------------ | ------------------------------- | ------------------- | ------------------------------------- | ---------------------- | ---------------------- |
| 1.7       | 1721 см³      | 8-кл., SOHC        | 75 к.с. (55 кВт) / 5500 об/хв   | 129 Нм / 3250 об/хв | 12,5 с / 172 км/год                   | 10,3/6,6/7,7 л/100 км  | 5-ст. МКПП             |
| 1.7 I     | 1721 см³      | 8-кл., SOHC        | 95 к.с. (71 кВт) / 5750 об/хв   | 138 Нм / 3000 об/хв | 10,7 с / 185 км/год                   | 11/6,1/8,3 л/100 км    | 5-ст. МКПП, 4-ст. АКПП |
| 2.0 I     | 1995 см³      | 8-кл., SOHC        | 120 к.с. (73 кВт) / 5500 об/хв  | 168 Нм / 4500 об/хв | 9,9 с / 192 км/год                    | 12,5/6,8/8,3 л/100 км  | 5-ст. МКПП, 3-ст. АКПП |
| 2.0 12V   | 1995 см³      | 12-кл., SOHC       | 140 к.с. (104 кВт) / 6000 об/хв | 176 Нм / 4300 об/хв | 9,6 с / 203 км/год                    | 12,4/6,4/8,4 л/100 км  | 5-ст МКПП              |
| 2.0 Turbo | 1995 см³      | 8-кл., SOHC        | 162 к.с. (121 кВт) / 5500 об/хв | 260 Нм / 3000 об/хв | 8,1 с / 222 км/год                    | 11,3/6,9/8,3 л/100 км  | 5-ст. МКПП             |
| 2.2       | 2165 см³      | 8-кл., SOHC        | 110 к.с. (82 кВт) / 5000 об/хв  | 169 Нм / 3500 об/хв | 10,8 с / 192 км/год                   | 11,8/6,5/7,9 л/100 км  | 5-ст. МКПП             |
| 1.9 D     | 1870 см³      | 8-кл., SOHC        | 65 к.с. (49 кВт) / 4500 об/хв   | 121 Нм / 2250 об/хв | 16 с / 155 км/год                     | 7,3/4,6/6,1 л/100 км   | 5-ст. МКПП             |
| 2.1 TD    | 2068 см³      | 8-кл., SOHC        | 88 к.с. (66 кВт) / 4250 об/хв   | 184 Нм / 2000 об/хв | 11,8 с / 177 км/год                   | 8,3/5,1/6,7 л/100 км   | 5-ст. МКПП             |
| 2.1 D     | 2068 см³      | 8-кл., SOHC        | 70 к.с. (52 кВт) / 4500 об/хв   | 136 Нм / 2250 об/хв | 15,1 с / 170 км/год                   | 7,5/4,7/6,2 л/100 км   | 5-ст. МКПП             |